# Камерун на Играх исламской солидарности
Камерун принимает участие в Играх исламской солидарности, начиная с Игр 2005 года.
За все Игры спортивные делегации Камеруна завоевали всего 24 медали, из них 3 золотых, в медальном зачёте занимают 22-е место.

## Медальный зачёт
С учётом результатов Игр 2021 года.
| Игры           | Золото | Серебро | Бронза | Всего | Место |
| Мекка 2005     | 0      | 1       | 0      | 1     | 26    |
| Палембанг 2013 | 0      | 0       | 1      | 1     | 27    |
| Баку 2017      | 1      | 2       | 6      | 9     | 20    |
| Конья 2021     | 2      | 6       | 5      | 13    | 16    |
| Эр-Рияд 2025   |        |         |        |       |       |
| Всего          | 3      | 9       | 12     | 24    | 22    |

## Медалисты
| Медаль  | Спортсмен | Игры           | Вид спорта        | Дисциплина                        |
| ------- | --- | -------------- | ----------------- | --------------------------------- |
| Золото  | Ориоль Донгмо | Баку 2017      | Лёгкая атлетика   | толкание ядра, женщины            |
| Золото  | Эммануэль Эсеме | Конья 2021     | Лёгкая атлетика   | бег на 200 м, мужчины             |
| Золото  | Жанна Эйенга | Конья 2021     | Тяжёлая атлетика  | толчок до 76 кг, женщины          |
| Серебро | Жозеф Батангдон | Мекка 2005     | Лёгкая атлетика   | бег на 200 м, мужчины             |
| Серебро | Жоэль Мбуми Нкуэнджен | Баку 2017      | Лёгкая атлетика   | тройной прыжок, женщины           |
| Серебро | Клементина Мёкёньи | Баку 2017      | Тяжёлая атлетика  | до 90 кг, женщины                 |
| Серебро | Арно Амабайя Эли Бадаве Джакоде Кевин Бассоко Седрик Битуна Адам Брахим Кристиан Вукенг Жереми Деррик Деффо Собвен Уссейни Исса Яуссия Кавого Иван Артур Коди Кристоф Манденг Аджесса Ахмед Мбутнгам Иван Овона Жорди Иван Айе Фоссо Кеннье                                     | Конья 2021     | Волейбол          | мужчины                           |
| Серебро | Аюк Оте Арре Софина Мари Селин Баба Матия Зита Орнелла Биами Одри Жанетт Этуа Биок | Конья 2021     | Дзюдо             | женское командное первенство      |
| Серебро | Нора Миланези | Конья 2021     | Плавание          | 100 м вольным стилем, женщины     |
| Серебро | Клементина Мёкёньи | Конья 2021     | Тяжёлая атлетика  | рывок до 87 кг, женщины           |
| Серебро | Клементина Мёкёньи | Конья 2021     | Тяжёлая атлетика  | толчок до 87 кг, женщины          |
| Серебро | Клементина Мёкёньи | Конья 2021     | Тяжёлая атлетика  | до 87 кг, женщины                 |
| Бронза  | Габриэль Нгнинтедем | Палембанг 2013 | Лёгкая атлетика   | ходьба на 20 км, мужчины          |
| Бронза  | Вильфрид Нтсенг | Баку 2017      | Бокс              | до 75 кг                          |
| Бронза  | Жасмин Йочум Каролин Магапче Жаклин Мосси Шоластик Мфомо Анн Нго Эрмин Нго Аджани Нгуоко Морган Ндонго Йоланде Туба Паола Эбанга Бабога Наташа Эбиссьенин Анн Эссам | Баку 2017      | Гандбол           | женщины                           |
| Бронза  | Жермен Абессоло Бивина Шарифа Лабаранг Марлайн Сара Нгонгоа Мари Жизель Элеме Ассе | Баку 2017      | Лёгкая атлетика   | эстафета 4×100 м, женщины         |
| Бронза  | Марлайн Сара Нгонгоа | Баку 2017      | Лёгкая атлетика   | прыжок в длину, женщины           |
| Бронза  | Альбертина Юм | Баку 2017      | Тяжёлая атлетика  | до 90 кг, женщины                 |
| Бронза  | Джозеф Эссомбе | Баку 2017      | Борьба            | до 60 кг, женская борьба          |
| Бронза  | Летиция Атеба Линда Бессонг Эпа Жосси Ейенга Иветт Йюо Сифан Конньиюи Михаэлла Магба Бенедикт Манга Лор Маффо Ноэль Мбен Флоретт Мбушу Флор Мегапче Аджани Нгуоко Приска Нкомидио Арлетт Нок Вики Ньямси Мари Тенанг Джинни Фёджи Паола Эбанга Бабога Луиза Эводо Фарелла Эфуба | Конья 2021     | Гандбол           | женщины                           |
| Бронза  | Линда Ангуну | Конья 2021     | Лёгкая атлетика   | бег на 400 м с барьерами, женщины |
| Бронза  | Нора Монье | Конья 2021     | Лёгкая атлетика   | метание диска, женщины            |
| Бронза  | Сара Матильда Нана | Конья 2021     | Настольный теннис | женский одиночный разряд          |
| Бронза  | Жанна Эйенга | Конья 2021     | Тяжёлая атлетика  | до 76 кг, женщины                 |